# Zapote (San José)
Zapote è un distretto della Costa Rica facente parte del Cantone di San José, nella provincia omonima.
Zapote comprende 18 rioni (barrios):
- Alborada
- Calderón Muñoz
- Cerrito
- Córdoba
- Lucía Jardín
- La Gloria
- Las Luisas
- Los Mangos
- Montealegre
- Moreno Cañas
- Quesada Durán
- San Dimas
- San Gerardo
- Trébol
- Ujarrás
- Vista Hermosa
- Yoses Sur
- Zapote

Il distretto fa parte dell'area urbana della capitale San José ed ospita il Palazzo presidenziale e il Ministerio de la Presidencia. Nato come insediamento agricolo, nel 1824 contava 133 case ed aveva nome La Concepción. Ai primi del XX secolo assunse il nome attuale e l'urbanizzazione iniziò attorno al 1940, mentre conobbe una forte crescita della popolazione a partire dal 1970.

## Società

### Evoluzione demografica
"Abitanti censiti"